# Cuchilla de Cerro Largo
Die Cuchilla de Cerro Largo ist eine Hügelkette in Uruguay.
Der Gebirgszug mit einer durchschnittlichen Höhe von 200 Metern über dem Meeresspiegel befindet sich im Osten des Landes. Er ist ein Seitenstrang der Cuchilla Grande und erstreckt sich etwa vom Zentrum des Departamento Cerro Largo bis in den Norden von Treinta y Tres. Er trennt dabei die Einzugsgebiete des Río Tacuarí von denen des Arroyo Parao – somit letztlich des Río Olimar, dessen Nebenfluss dieser ist – und kleinerer Nebenflüsse der Laguna Merín. In der Cuchilla de Cerro Largo, deren höchste Erhebung mit rund 300 Metern der Cerro de Cerro Largo ist, entspringen mehrere Nebenflüsse des Río Tacuarí.